# Elektrownia Nikola Tesla
Elektrownia Nikola Tesla (serb. Termoelektrane Nikola Tesla, TENT, serb.-cyrylica Термоелектрана Никола Тесла, ТЕНТ) – elektrownia cieplna w Obrenovacu leżąca 30 km od Belgradu opalana węglem brunatnym z kopalni odkrywkowej Kolubara. Składa się z kilku bloków energetycznych o łącznej mocy 3288 MW. Operatorem elektrowni jest Elektroprivreda Srbije (EPS). Jest największą elektrownią w Serbii, która wytwarza około połowy krajowej energii elektrycznej. Nazwa upamiętnia serbskiego wynalazcę.